# Опливина
Опливина (рос. оплывина, англ. earth flow, earthflow, нім. Herabfliessen n, Hangrutsch m) — потік насичених водою до текучого стану деяких різновидів піщано-глинистих порід порушеної структури (пилуватих пісків і глин, лесовидних суглинків і лесів), що розтікаються по майданчиках уступів під кутом 4 — 6° і менше. Опливина розвивається досить інтенсивно, часто набуваючи катастрофічного характеру.